# Thierry Culliford
Thierry Culliford (Uccle, 29 de diciembre de 1955) es un autor de cómics belga. En la actualidad Thierry continúa el trabajo de su padre Pierre Culliford (Peyo) en las aventuras de los Pitufos.
Desde 1983 participa en la producción de tiras de su padre, sobre todo en las de los Pitufos.
Desde la muerte de Peyo (24 de diciembre de 1992) Thierry Culliford asegura la continuidad de toda la obra de su padre como colaborador y coordinador de la representación gráfica de las tiras de los Pitufos. 
También fue miembro del grupo de música The Bowling Balls, con Frédéric Jannin Bert Bertrand y Christian Lanckvrind.